# Skies of Arcadia
Skies of Arcadia, lançado no Japão como Eternal Arcadia (エターナルアルカディア, Etānaru Arukadia), é um RPG desenvolvido pela Overworks para o Dreamcast e publicado pela Sega em 2000. Em 2002, foi relançado como remake Skies of Arcadia Legends, para o GameCube. Rumores dizem que o título foi, também, desenvolvido para o PlayStation 2, mas acabou sendo cancelado pouco antes do lançamento para o GameCube.
A história do jogo se concentra em torno de Vyse, um jovem pirata que vive em um inspirado mundo de fantasia. Ele e seus amigos Aika, Fina, Drachma e Enrique tentam impedir que o Império Valua de reviva antigas armas com potencial para destruir o mundo.
Em 2007, houve um rumor de produção de uma sequência pela EGM e pela Sega. Em 2013 porém, o principal executivo do Sega Hajime Satomi, tinha dito "não podemos fazer um outro jogo de Skies of Arcadia sem desapontar os fãs"

## Sistema de Jogo

### Dungeons
A maior parte do jogo em Skies of Arcadia se passa, como em muitos RPG´s, em Dungeons (Cavernas, Calabouço), controlando o personagem masculino, Vyse, câmera em terceira pessoa. Os jogadores devem atravessar e derrotar essas dungeons na ordem da história do jogo. Dungeons compostas de uma variedade de percursos com Caixas de Tesouros, Quebra-Cabeças e Criaturas a enfrentar. Para completar as dungeons é geralmente uma questão de explorar cada um dos possíveis caminhos dentro delas, até que o correto seja encontrado. Caixas de Tesouro são comuns nesse tipo de jogo e contêm alguns dos mais poderosos itens do jogo.
Ao longo dos desafios o jogador encontra várias batalhas. Se todos os personagens forem derrotados, o progresso volta do último salvamento. Na versão para Dreamcast, foi possível prever um pouco estas batalhas por notar-se um forte barulho na GD-ROM do console. Isso deu ao jogador tempo para abrir o menu iniciar e preparar para a batalha.
Viagens entre as numerosas Dungeons que rodeiam o jogo são feitas com seu Navio Voador, atravessando todo o mundo, um espaço Tridimensional com muitas pedras no céu formando ilhas flutuantes e continentes. Algumas ilhas são completamente desabitadas, enquanto outras são habitadas com vilas e cidades. Todas as dungeons ao longo de todo o jogo estão localizadas sobre estas ilhas e continentes. Há duas exceções quanto a isso, uma quando uma dungeons é atravessada pilotando o Navio Voador. Esses tipos de dungeon contém objetos esféricos flutuantes ao invés de caixas de tesouros, e no caso das portas e corredores, contém os vortex que tem a mesma serventia de se levar de um lugar ao outro, e a outra contém uma única série de túneis gigantescos.